# Rudolf Gwalther

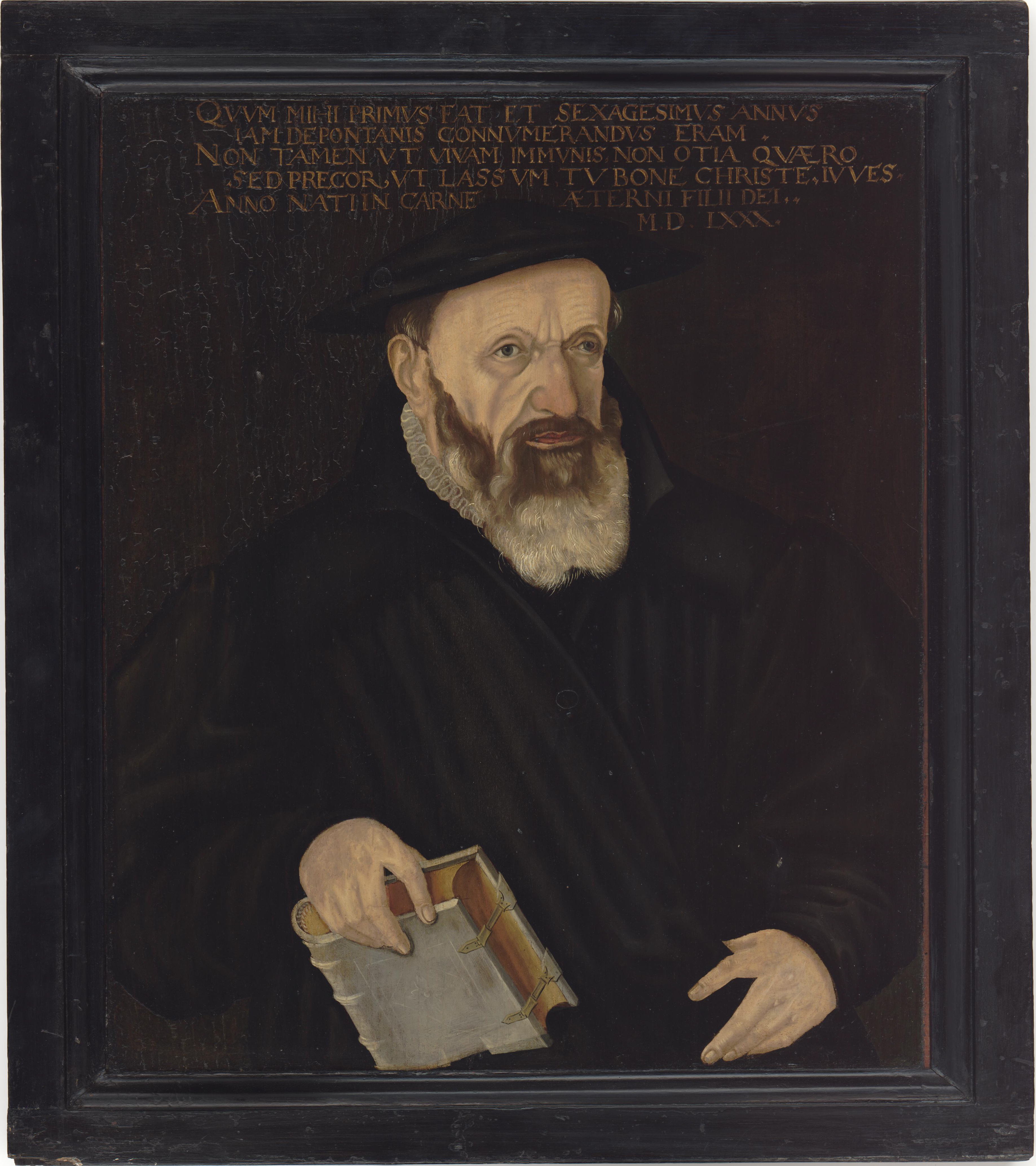
Porträt von Rudolf Gwalter, 1580 (Zentralbibliothek Zürich)

Rudolf Gwalther (auch Gualther, Walther; * 2. Oktober 1519 in Zürich; † 25. Dezember 1586 ebenda) war ein reformierter Theologe und Reformator. Er war der Nachfolger von Heinrich Bullinger als Antistes der Zürcher Kirche.

## Leben und Wirken
Gwalther wurde als Sohn des Zimmermanns und Baumeister Andreas Gwalther geboren und verlor diesen frühzeitig, seine Mutter war Adelheid Hartfelde. Daraufhin nahm sich Heinrich Bullinger des Knaben an. Er besuchte die Schulen in Kappel am Albis, Basel, Straßburg, Lausanne und Marburg und studierte außer der Theologie, Mathematik und Poetik. In Lausanne lernte er Französisch und Italienisch. Landgraf Philipp von Hessen nahm den begabten Studenten 1541 zum Regensburger Religionsgespräch mit. Als er 1542 nach Zürich zurückkehrte, erhielt er die Pfarrstelle an der Zürcher Pfarrkirche St. Peter als Nachfolger von Leo Jud. Jetzt heiratete er Zwinglis Tochter Regula. 1546 wurde er Dekan des Zürichseekapitels.
Gwalther war ein anregender und beliebter Prediger. Seine Predigten und biblischen Betrachtungen wurden oft gedruckt und viel gelesen. Dass er als Ulrich Zwinglis Schwiegersohn dessen Erbe zu wahren suchte, derselben theologischen Richtung folgte und für die Verbreitung der Werke Zwinglis, die Opera Zvinglii 1544–1545, in der romanischen Welt durch lateinische Übersetzungen sorgte, ist erklärlich. 1546 führten seine Predigten gegen den Papst als Antichrist zu Klagen der katholischen Orte an der Tagsatzung. Er hielt sich danach zurück und veröffentlichte erst ab 1551 wieder Predigten auf Deutsch. Seine lateinischen Auslegungen zu den Evangelien, zur Apostelgeschichte, zu einigen Paulus-Briefen und zu den zwölf kleinen Propheten wurden von 1553 bis 1619 aufgelegt. Seine Predigtreihen, die Archetypi homiliarum, wurden 1587 bis 1612 gedruckt und dienten vielen Pfarrern als Vorlagen. Abgesehen von geschichtlichen Darstellungen verfasste er zahlreiche Übersetzungen und lieferte lateinische Dichtungen und geistliche Lieder. Der auf Deutsch übersetzte Psalter erfuhr über 100 Auflagen.
Für Bullinger war er ein wertvoller Mitarbeiter in der Leitung der Zürcher Kirche und in seinem weit verzweigten Briefwechsel. Dadurch übten sie auf viele Reformatoren und Politiker Einfluss aus, so auch auf Vertreter der englischen Staatskirche. Auf Wunsch Bullingers wurde er 1575 als sein Nachfolger zum Antistes am Grossmünster gewählt. Zehn Jahre lang führte er dieses schwierige Amt, bis er 1585 in geistige Umnachtung fiel.

## Werke
- De syllabarum et carminum ratione, libri duo, Zürich 1542.
- Argumenta omnium tam veteris quam novi testamenti capitum elegiaco carmine conscripta, Zürich 1543.
- Von der heiligen Gschrifft und ihrem Ursprung, Zürich 1553.
- Das Vatter unser, Vom Gebätt der Christglöubigen, Zürich 1556.

### Postum gedruckte Werke
- Das erste Buch Mosis grundlich verteutschet, Zürich 1593.
- Archetypi homiliarum in vier Evangelien, Rudolf Simmler, Zürich 1601.

## Familie

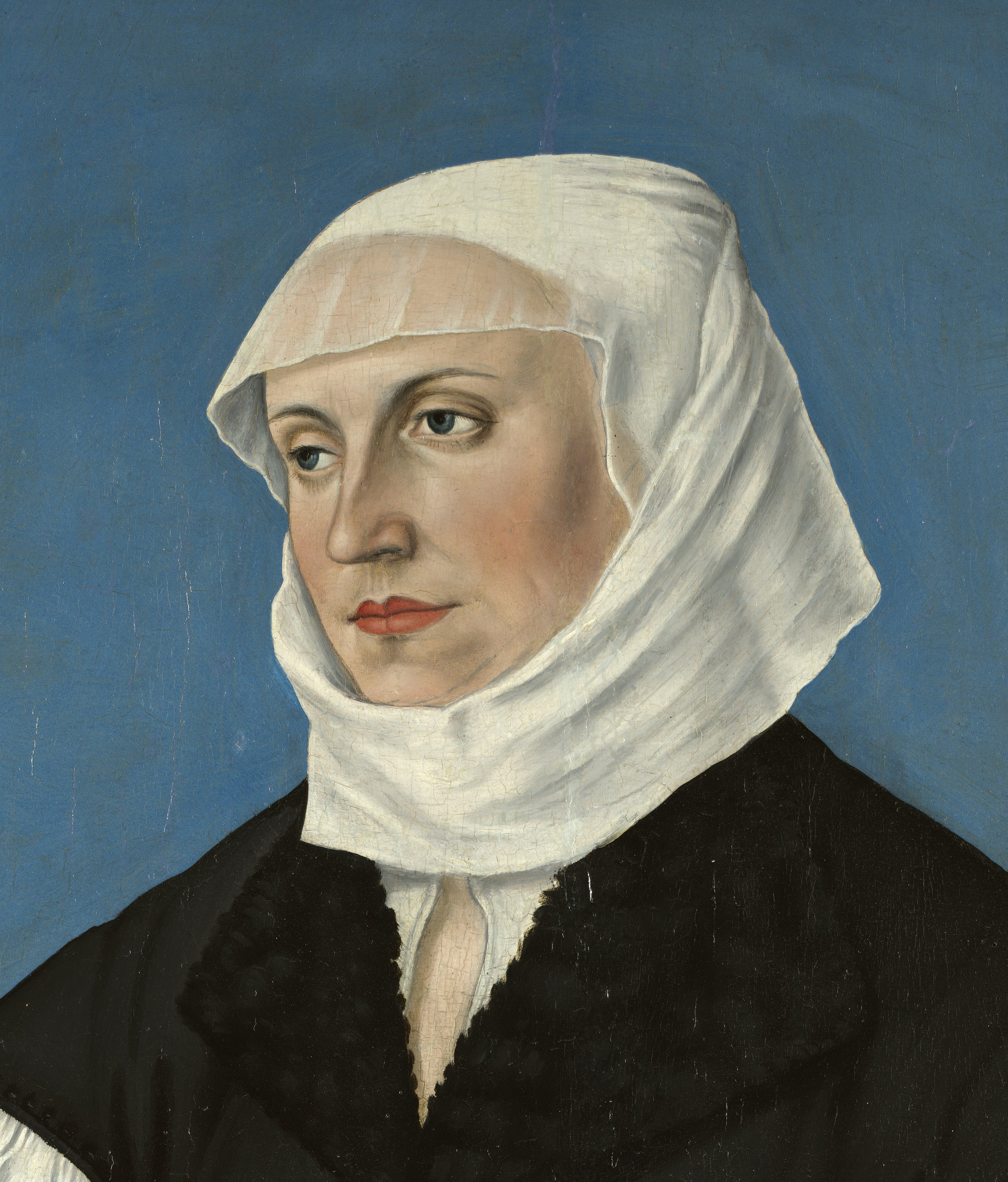
Regula Gwalther, geb. Zwingli, Ausschnitt aus einem Gemälde von Hans Asper (1549)

Er heiratete im Jahr 1541 Regula Zwingli (1524–1565), die Tochter des Reformators Ulrich Zwingli. Nach dem Tod seiner ersten Frau heiratete er im Jahr 1566 Anna Blarer, die Tochter des Bürgermeisters von Konstanz, Thomas Blarer. Er hatte sechs Kinder, darunter:
- Rudolf (1552–1577), Diakon in St. Peter
- Anna ⚭ Heinrich Bullinger, Sohn von Heinrich Bullinger
- Magdalena (1550–1625/26) ⚭ 1566 Josias Simmler (1530–1576)